# We Still Have Dreams – The Greatest Love Ballads Of Modern Talking
We Still Have Dreams ("Aún tenemos sueños") es un álbum compilatorio de las mejores baladas del duo alemán Modern Talking publicadas entre 1985 y 2001. Es editado en 2002 bajo el sello BMG Berlin Musik.

## Lista de canciones
| #   | Título                                              | Tiempo |
| --- | --------------------------------------------------- | ------ |
| 1.  | "We Still Have Dreams" (Dieter Bohlen)              | 3:06   |
| 2.  | "Keep Love Alive" (Dieter Bohlen)                   | 3:25   |
| 3.  | "Give Me Peace On Earth" (Dieter Bohlen)            | 4:12   |
| 4.  | "Blinded By Your Love" (Dieter Bohlen)              | 4:00   |
| 5.  | "One In A Million" (Dieter Bohlen)                  | 3:41   |
| 6.  | "Wild Wild Water" (Dieter Bohlen)                   | 4:17   |
| 7.  | "Don't Let It Get You Down" (Dieter Bohlen)         | 3:40   |
| 8.  | "Like A Hero" (Dieter Bohlen)                       | 3:40   |
| 9.  | "Lady Lai" (Dieter Bohlen)                          | 4:55   |
| 10. | "Why Did You Do It Just Tonight" (Dieter Bohlen)    | 4:21   |
| 11. | "Stranded In The Middle Of Nowhere" (Dieter Bohlen) | 4:31   |
| 12. | "I Will Follow You" (Dieter Bohlen                  | 4:00   |
| 13. | "Don't Play With My Heart" (Dieter Bohlen           | 3:26   |
| 14. | "All I Have" (Dieter Bohlen)                        | 4:20   |
| 15. | "How You Mend A Broken Heart" (Dieter Bohlen)       | 4:14   |
| 16. | "Just Close Your Eyes" (Dieter Bohlen)              | 4:17   |
| 17. | "It's Your Smile" (Dieter Bohlen)                   | 3:31   |
| 18. | "Can't Let You Go" (Dieter Bohlen)                  | 4:21   |
| 19. | "Rain In My Heart" (Dieter Bohlen)                  | 3:47   |

- Datos: Q12568291